# Flèche du Sud
De Flèche du Sud (Pijl van het Zuiden) is een meerdaagse wielerwedstrijd die sinds 1949 hoofdzakelijk wordt verreden in het Kanton Esch-sur-Alzette van het Groothertogdom Luxemburg met Esch-sur-Alzette als centrale plaats.
De wedstrijd maakt sinds diens start in 2005 deel uit van de UCI Europe Tour en heeft daarbij de 2.2-classificatie. Er kan worden deelgenomen door professionele continentale teams, continentale teams, nationale teams en regionale/clubteams.

## Geschiedenis
In 1949 kwamen Union Cycliste Esch en Vélo Sport Esch overeen om onder auspiciën van Tageblatt de La Flèche du Sud te organiseren. Deze driedaagse koers werd van 14-16 juli verreden. In 1950 ging de wedstrijd niet door vanwege een meningsverschil tussen beide clubs. Van 1951-1986 organiseerde de Union Cycliste Esch de wedstrijd. Nadat beide clubs in 1986 fuseerden tot Vélo Union Esch is de organisatie in handen van deze club.
De edities van 2020 en 2021 werden geannuleerd vanwege de coronapandemie.

## Lijst van winnaars

### Meervoudige winnaars
| Overwinningen | Renner              | Jaren      |
| ------------- | ------------------- | ---------- |
| 2             | Charly Gaul         | 1951, 1953 |
| 2             | Edy Schütz          | 1964, 1965 |
| 2             | Roger Gilson        | 1967, 1969 |
| 2             | Alf Segersall       | 1977, 1978 |
| 2             | Jan Erik Østergaard | 1992, 1998 |
| 2             | Lasse Bøchman       | 2010, 2011 |
| 2             | Pim Ronhaar         | 2023, 2024 |

### Overwinningen per land
| Overwinningen | Land                                |
| ------------- | ----------------------------------- |
| 18            | Luxemburg                           |
| 12            | Nederland                           |
| 9             | Duitsland                           |
| 8             | Zwitserland                         |
| 6             | België                              |
| 5             | Denemarken                          |
| 4             | Italië                              |
| 3             | Portugal, Verenigd Koninkrijk       |
| 2             | Zweden                              |
| 1             | Frankrijk, Kroatië, Rusland, Spanje |

2005 · 
2006 · 
2007 · 
2008 · 
2009 · 
2010 · 
2011 · 
2012 · 
2013 · 
2014 · 
2015 · 
2016 · 
2017 ·
2018 ·
2019 ·
2020 ·
2021 ·
2022 ·
2023 ·
2024 ·
2025
Belangrijkste etappewedstrijden

Internationaal Wegcriterium · Driedaagse Brugge-De Panne · Ronde van de Alpen · Vierdaagse van Duinkerke · Ronde van Beieren · Ronde van Noorwegen · Ronde van België · Ronde van Luxemburg · Ronde van Oostenrijk · Ronde van Wallonië · Ronde van Burgos · Ronde van Denemarken · Arctic Race of Norway · Ronde van Groot-Brittannië
Belangrijkste eendaagse wedstrijden

Trofeo Laigueglia · GP Lugano · GP Nobili Rubinetterie · Dwars door Vlaanderen · Scheldeprijs · Brabantse Pijl · GP Kanton Aargau · Brussels Cycling Classic · GP Fourmies · Primus Classic Impanis-Van Petegem · Ronde van de Drie Valleien · Milaan-Turijn · Ronde van Piemonte · Ronde van het Münsterland · Ronde van Emilia · Parijs-Tours · GP Bruno Beghelli